# Японские куклы дружбы

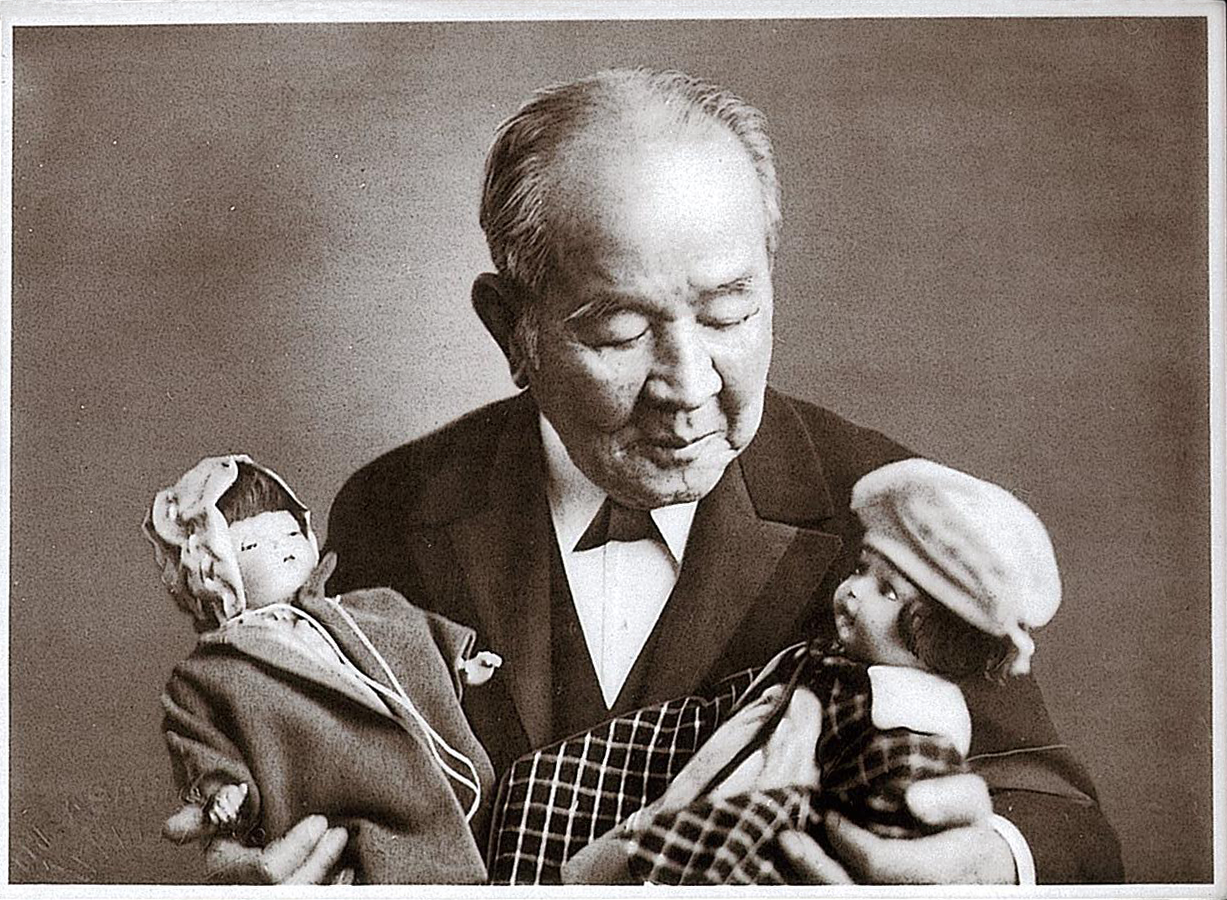
Виконт и две куклы

Японские куклы дружбы (яп. 友情人形 jūjō ningyō) и американские голубоглазые куклы (яп. 青い目の人形 aoi me no ningyō) — программы доброй воли между Японией и США. Американец Сидни Гулик (Sidney Gulick), дипломат в Японии, инициировал обмен куклами между детьми для облегчения установления культурных отношений в 1920-е. Японец виконт Эйти Сибусава (Eiichi Shibusawa) ответил на инициативу программой по отправке 58 кукол в американские музеи и библиотеки.

## Обзор
Закон об иммиграции 1924 года запрещал восточным азиатам эмигрировать в США, что увеличило напряжённость в отношениях между США и Японией. Синди Гулик осуществлял свою миссию в Японии между 1888 и 1913 годами; он был знаком с тем, как важны куклы в культуре Японии, и для демонстрации доброй воли он инициировал программу по отправке кукол из США детям в Японию. Гулик участвовал в формировании группы, названной Committee on World Friendship Among Children. В 1927 в рамках первого проекта была организована отправка 12739 «кукол дружбы», также известных как «голубоглазые американские куклы», в Японию. Куклы были доставлены к празднеству Хинамацури.
Вдохновлённый этим актом доброй воли, виконт Эйти Сибусава собрал японскую коллекцию-ответ на этот дар. Лучшие кукольные мастера Японии изготовили 58 кукол дружбы. Каждая кукла была 32-33 сантиметра в высоту и была одета в красивое шёлковое кимоно. У каждой куклы были также уникальные аксессуары. Эти куклы представляли японские префектуры, города и регионы. Они были посланы в музеи и библиотеки США.
Денни Гулик, внук Сидни, пытается возродить идею обмена куклами.

## Список кукол дружбы

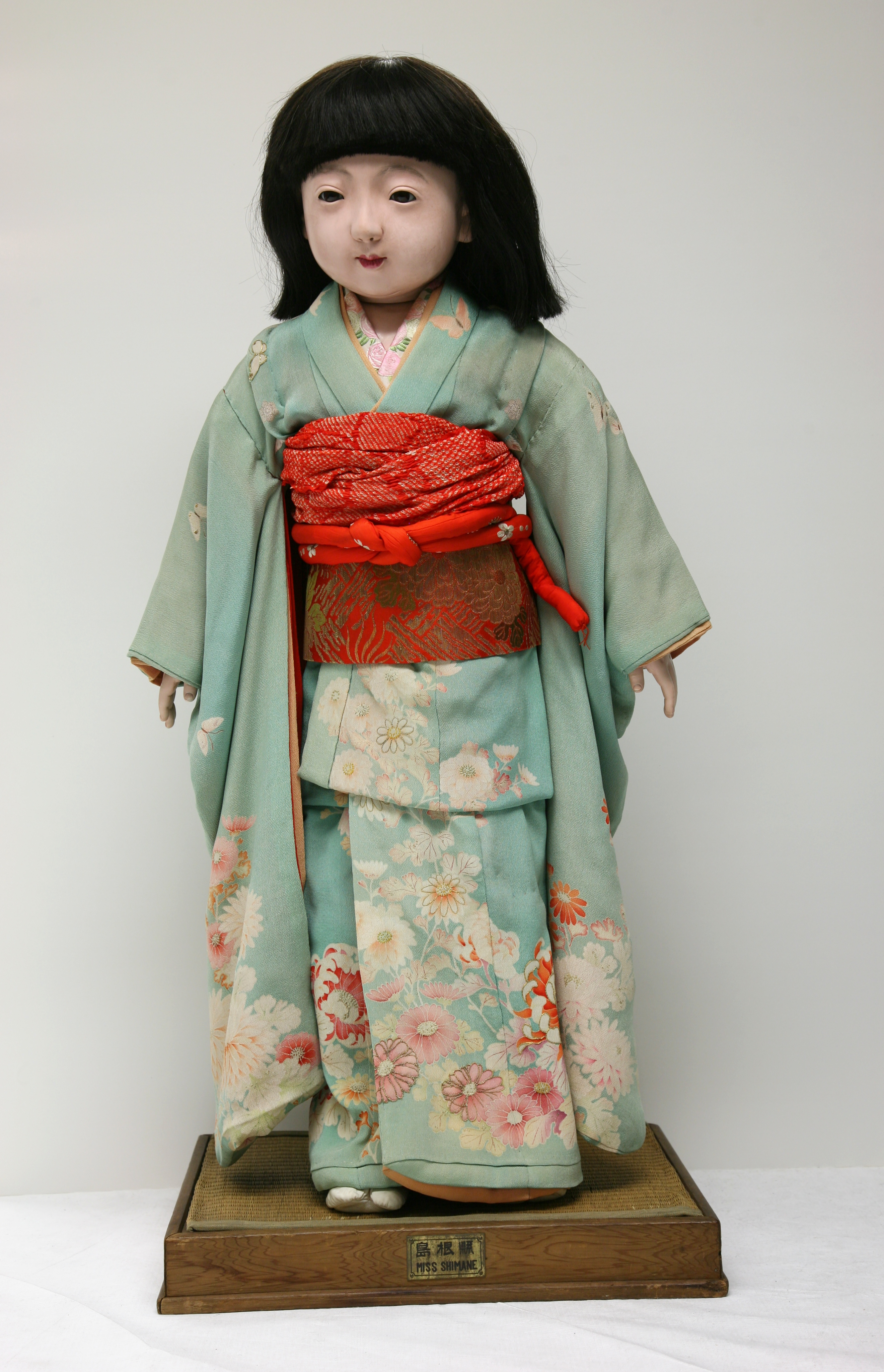
Мисс Симане (Shimane) в Детском музее Индианаполиса

Спустя годы некоторые из кукол были утеряны или утрачены, но многие до сих пор выставляются. Ниже приведён список известных их месторасположений:
1. Мисс Айти была послана в Нашвилл, текущее расположение неизвестно
2. Мисс Акита — в Детском музее Детройта
3. Мисс Аомори, частная коллекция
4. Мисс Тиба была послана в Риверсайд, текущее расположение неизвестно
5. Мисс Корея — в Научном центре Коннектикута
6. Мисс Dai Nippon (или мисс Япония) в отделе антропологии Национального музея естественной истории
7. Мисс Эхимэ, послана в Галфпорт, уничтожена ураганом Камилла и заменена в 1988 году
8. Мисс Фукуи, послана в Солт-Лейк-Сити, текущее расположение неизвестно
9. Мисс Фукуока — Художественный Музей Джордана Шнитцера
10. Мисс Фукусима, была послана в Хьюстон, сейчас в частной коллекции
11. Мисс Гифу — в Кливлендском художественном музее
12. Мисс Гумма была послана в Бруклин, текущее расположение неизвестно
13. Мисс Хиросима — в Балтиморском художественном музее
14. Мисс Хоккайдо — в Путнамском музее истории и естествознания
15. Мисс Хиого — в музее святого Иосифа (Миссури)[4]
16. Мисс Ибараки (Tsukuba Kasumi) — в Публичном музее Милуоки[5]
17. Мисс Исикава — в Историческом обществе Монтаны
18. Мисс Иватэ — в Бирмингемской публичной библиотеке[6]
19. Мисс Кагава — в Государственном музее естествознания Северной Каролины
20. Мисс Кагосима — в Музее истории Феникса
21. Мисс Канагава была послана в Юджин, текущее расположение неизвестно
22. Мисс Квантунская область была послана в Манчестер, сейчас находится в частной коллекции
23. Мисс Карафуто была послана в Уилмингтон
24. Мисс Кобе была послана в Стэмфорд, текущее расположение неизвестно
25. Мисс Коти находится в Музее естественной истории Карнеги
26. Мисс Кумамото была послана в Новый Орлеан, текущее расположение неизвестно
27. Мисс префектура Киото — в Детском музее Бостона
28. Мисс город Киото — Арканзасском музее открытий
29. Мисс Миядзаки была послана в Миннеаполис, текущее расположение неизвестно
30. Мисс Миэ находится в Государственном музее Университета Небраски
31. Мисс Мияги была послана в Топика, сейчас в частной коллекции
32. Мисс Нагано была послана в Провиденс, сейчас — в Делаварском историческом сообществе
33. Мисс Нагасаки (Tamako)[7] — в Рочестерском музее и научном центре[8]
34. Мисс Нагоя — в Историческом центре Атланты
35. Мисс Нара — в Историческом музее Айдахо
36. Мисс Оита — в Научном музее Спрингфилда
37. Мисс Окаяма — в текстильной коллекции Государственного университета Северной Дакоты
38. Мисс Окинава — в Художественном музее Цинциннати
39. Мисс префектура Осака была послана в Ньюарк, сйечас — в Историческом обществе Огайо
40. Мисс город Осака — в Ньюаркском музее
41. Мисс Сага была послана в Филадельфию, текущее расположение неизвестно
42. Мисс Сайтама — в музее Чарльстона
43. Мисс Сига была послана в Майами, текущее расположение неизвестно
44. Мисс Симане — в Детском музее Индианаполиса
45. Мисс Сидзуока — в Канзасском городском музее
46. Мисс Тайвань — в Лос-Анджелесском музее естественной истории
47. Мисс Тотиги была послана в Чарлстон, текущее расположение неизвестно
48. Мисс Токусима — в Северо-Западном музее искусства и культуры
49. Мисс префектура Токио была послана в Ричмонд, текущее расположение неизвестно
50. Мисс город Токио была послана в Нью-Йорк, текущее расположение неизвестно
51. Мисс Тоттори — в Музее Государственного исторического сообщества Южной Дакоты
52. Мисс Тояма — в Speed Art Museum
53. Мисс Вакаяма — в Историческом сообществе Невады
54. Мисс Ямагата — в Государственном музее Майне
55. Мисс Ямагути была послана в Чикаго, сейчас — в Музее международного народного искусства в Санта-Фе[9]
56. Мисс Яманаси — в Государственном музее Вайоминга
57. Мисс Йокогама располагалась в Публичной библиотеке Денвера до 1990-х годов, когда была вверена Денверскому музею миниатюр, кукол и игрушек после восстановления